# Благослови этот бардак
«Благослови этот бардак» (англ. Bless This Mess) — американский телесериал в жанре комедии. Транслируется на канале ABC с 16 апреля 2019 года.
10 мая 2019 года канал ABC продлил телесериал на второй сезон. 21 мая 2020 года канал ABC закрыл телесериал после двух сезонов.

## Сюжет
Совсем недавно сыгравшие свадьбу Рио и Майк решают выбраться из шумного мегаполиса, чтобы пожить спокойной, тихой и куда более простой жизнью где-нибудь в глубинке. Однако добравшись до своего фермерского домика в Небраске, новобрачные осознают, что их представления о сельской идиллии совершенно не совпадают с реальностью.

## В ролях

### Основной состав
- Дэкс Шепард — Майкл «Майк» Левин-Янг, бывший музыкальный журналист из Нью-Йорка.[3]
- Лейк Белл — Рио Левин-Янг, бывший психотерапевт и жена Майка.[3]

## Обзор сезонов
| Сезон | Сезон | Эпизоды | Дата показа      | Дата показа | Рейтинг Нильсона | Рейтинг Нильсона       |
| Сезон | Сезон | Эпизоды | Премьера         | Финал       | Ранк             | Зрители США (миллионы) |
| ----- | ----- | ------- | ---------------- | ----------- | ---------------- | ---------------------- |
|       | 1     | 6       | 16 апреля 2019   | 21 мая 2019 | 89               | 4,78                   |
|       | 2     | 20      | 24 сентября 2019 | 5 мая 2020  | 79               | 4,72                   |

## Эпизоды

### Сезон 1 (2019)
| № общий | № в сезоне | Название                                                 | Режиссёр       | Автор сценария                 | Дата премьеры  | Произв. код | Зрители в США (млн) |
| --- | ---------- | -------------------------------------------------------- | -------------- | ------------------------------ | -------------- | ----------- | ------------------- |
| 1 | 1          | «Pilot» «Пилот»                                          | Лейк Белл      | Элизабет Меривезер & Лейк Белл | 16 апреля 2019 | 101         | 4.72                |
| Молодожены Рио и Майк бросают все (включая работу и властную свекровь), чтобы переехать из большого города Нью-Йорка в сельскую Небраску в поисках более простой жизни. Вскоре они понимают, что стать фермерами не так просто, как планировалось, поскольку они сталкиваются с неожиданными проблемами. |            |                                                          |                |                                |                |             |                     |
| 2 | 2          | «The Chicken and the Goat» «Цыпленок и Коза»             | Кевин Брэй     | Джастин Новелл                 | 23 апреля 2019 | 102         | 3.58                |
| После нескольких недель исследований по восстановлению грунта и разработке замечательного плана по обеспечению успеха их фермы, Рио и Майк вынуждены искать новую стратегию, когда прогноз погоды работает не в их пользу. Пока Майк пытается сосредоточиться на решении проблем с почвой, Рио общается с новыми соседями. После тяжелого периода новых вызовов и трудностей ее романтические отношения с Майком выходят на новый уровень. |            |                                                          |                |                                |                |             |                     |
| 3 | 3          | «The Return of Short Shorts» «Возвращение коротких шорт» | Роб Коэн       | Алекс Шерман & Алисия Лейн     | 30 апреля 2019 | 103         | 3.15                |
| Майк пытается вписаться в "Coffee Boys", чтобы избавиться от своего старого прозвища "Короткие шорты", пытаясь доказать им, что он "настоящий фермер". Тем временем Рио, наконец-то заставляет Констанс открыться ей, и она обнаруживает, что Констанс любит Руди. |            |                                                          |                |                                |                |             |                     |
| 4 | 4          | «Predators» «Хищники»                                    | Аня Адамс      | Крэйг Роуин                    | 7 мая 2019     | 104         | 3.16                |
| Рио испытывает трудности с приспособлением к социальным и культурным различиям между Нью-Йорком и Небраской, что приводит к нескольким неловким встречам. Благодаря дикой погоне за нежелательным хищником, который охотится за курами, Майк и Рио вскоре убеждают Руди и Бо выйти из зоны комфорта, чтобы научиться правильно выражать свои чувства.                                                                                      |            |                                                          |                |                                |                |             |                     |
| 5 | 5          | «In Hot Water» «В горячей воде»                          | Молли МакГлинн | Элизабет Меривезер             | 14 мая 2019    | 105         | 2.66                |
| Чтобы позволить себе новый водонагреватель, Рио и Майк должны найти способ заработать деньги, так как Майк отказывается позволить маме Рио, Донне, платить за это. Майк решает продать яйца своих цыплят на местном фермерском рынке, а Рио пытается найти новых клиентов для терапии, но город, похоже, не заинтересован в их бизнесе. |            |                                                          |                |                                |                |             |                     |
| 6 | 6          | «The Estonian Method» «Эстонский метод»                  | Джош Гринбаум  | Доминик Диркес                 | 21 мая 2019    | 106         | 2.81                |
| Майк и Рио участвуют в конкурсе на лучшую курицу со своей самой ценной пернатой несушкой не только для того, чтобы выиграть, но и показать себя обществу. Тем временем между Руди и Констанцией летят искры, а Кей и Бо противостоят семейным проблемам. |            |                                                          |                |                                |                |             |                     |

### Сезон 2 (2019—2020)
| № общий | № в сезоне | Название                                | Режиссёр      | Автор сценария | Дата премьеры    | Произв. код | Зрители в США (млн) |
| --- | ---------- | --------------------------------------- | ------------- | -------------- | ---------------- | ----------- | ------------------- |
| 7 | 1          | «459» «459»                             | Лейк Белл     | Доминик Диркес | 24 сентября 2019 | 201         | 3.99                |
| Майк и Рио решают провести вечеринку по случаю открытия города Хаскерс, однако никто в самом деле не верит, что они смогут справиться. Рио теряет Порцию, свинью, отобранную для счастливой гонки. Тем временем Бо и Кей отчаянно пытаются скрыть тот факт, что они расстались.    |            |                                         |               |                |                  |             |                     |
| 8 | 2          | «Phase Two» «Фаза 2»                    | Кен Уиттингем | Роб Россель    | 1 октября 2019   | 202         | 3.80                |
| Майк и Рио пытаются возродить свою любовь после давления со стороны Бо по этому поводу. Констанция и Руди пытаются решить, каким способом скрыть свои отношения от сына Констанции.                                                                                                |            |                                         |               |                |                  |             |                     |
| 9 | 3          | «Omaha» «Омаха»                         | Клэр Скэнлон  | Челси Девантез | 8 октября 2019   | 203         | 3.85                |
| Дамы отправляются в Омаху на свои ежегодные экзамены, однако в процессе все быстро начинает идти не по плану. Кей завидует новому профилю знакомств Бо. Тем временем Майк, Бо и Руди оказываются связаны, когда, в результате несчастного случая, они вместе застревают на дереве. |            |                                         |               |                |                  |             |                     |
| 10 | 4          | «Bang for Your Buck» «Взрыв за доллар»  | Неизвестно    | Неизвестно     | 15 октября 2019  | 204         | 3.42                |
| Майк решает вернуться в журналистику, оживляя местную газету, однако в итоге вызывает настоящий ажиотаж, обнаруживая несколько городских секретов и соперничеств. Мстительный сосед не дает Рио сыграть "Деву Бакснорта".                                                          |            |                                         |               |                |                  |             |                     |
| 11 | 5          | «Scare Night» «Пугающая ночь»           | Неизвестно    | Неизвестно     | 29 октября 2019  | 205         | 3.85                |
| Майк решает отпраздновать Хэллоуин, пугая Рио до смерти на протяжении всей ночи. Однако, когда сам Рио пытается напугать Майка в ответ, тот оказывается укушен летучей мышью — и с этого момента события неожиданным образом обостряются.                                          |            |                                         |               |                |                  |             |                     |
| 12 | 6          | «The Visit» «Визит»                     | Неизвестно    | Неизвестно     | 12 ноября 2019   | 206         | 3.51                |
| Донна оставляет последние минуты путешествия в Небраску на Майка и Рио, которые, по ее словам, должны расслабиться. Тем временем сын Констанции постепенно все больше сводит ее с ума, из-за чего она решает переложить обязанности на Руди.                                       |            |                                         |               |                |                  |             |                     |
| 13 | 7          | «Six Out of Six» «Шесть из шести»       | Неизвестно    | Неизвестно     | 19 ноября 2019   | 207         | 3.43                |
| Майк и Рио в полной мере ощущают все радости родительской жизни, когда на них ложится ответственность по заботе за шестью поросятами Порции. Тем временем Кей и Бо, возможно, находят общий язык во время ежегодной вечеринки.                                                     |            |                                         |               |                |                  |             |                     |
| 14 | 8          | «The Grisham Gals» «Девочки Из Гришема» | Неизвестно    | Неизвестно     | 26 ноября 2019   | 208         | 3.58                |
| Рио делает все возможное, чтобы помочь Кей преодолеть ревность к ее сестре Стейси. Между тем, Рио узнает, что Майк и Стейси раньше состояли в отношениях. Руди и Констанс решают перейти на новый уровень.                                                                         |            |                                         |               |                |                  |             |                     |
| 15 | 9          | «Goose Glazing Time»                    | Неизвестно    | Неизвестно     | 10 декабря 2019  | 209         | 3.62                |
| 16 | 10         | «Bad Seed»                              | Неизвестно    | Неизвестно     | 21 января 2020   | 210         | 3.26                |
| 17 | 11         | «The Letter of the Law»                 | Неизвестно    | Неизвестно     | 28 января 2020   | 211         | 3.39                |
| 18 | 12         | «Bunker Down»                           | Неизвестно    | Неизвестно     | 11 февраля 2020  | 212         | 3.42                |
| 19 | 13         | «Calm Down»                             | Неизвестно    | Неизвестно     | 18 февраля 2020  | 213         | 3.35                |
| 20 | 14         | «Völsung and the Beef Boy»              | Неизвестно    | Неизвестно     | 25 февраля 2020  | 214         | 3.14                |
| 21 | 15         | «Pastor Paul»                           | Неизвестно    | Неизвестно     | 17 марта 2020    | 215         | 4.06                |
| 22 | 16         | «Knuckles»                              | Неизвестно    | Неизвестно     | 24 марта 2020    | 216         | 4.02                |
| 23 | 17         | «After-Prom»                            | Неизвестно    | Неизвестно     | 7 апреля 2020    | 217         | 3.82                |
| 24 | 18         | «The Table»                             | Неизвестно    | Неизвестно     | 14 апреля 2020   | 218         | 3.48                |
| 25 | 19         | «Tornado Season: Part One»              | Неизвестно    | Неизвестно     | 28 апреля 2020   | 219         | 3.93                |
| 26 | 20         | «Tornado Season: Part Two»              | Неизвестно    | Неизвестно     | 5 мая 2020       | 220         | 3.82                |

## Отзывы критиков
На сайте-агрегаторе Rotten Tomatoes телесериал набрал 82% на основе 11 отзывах со средним рейтингом 6/10.